# PNC Tower
PNC Tower – wieżowiec w Cincinnati, w stanie Ohio, w Stanach Zjednoczonych, o wysokości 151 m. Budynek został otwarty w 1913 i posiada 31 kondygnacji.